# Bill Bixby
Bill Bixby, all'anagrafe Wilfred Bailey Everett Bixby III (San Francisco, 22 gennaio 1934 – Los Angeles, 21 novembre 1993), è stato un attore, regista e produttore televisivo statunitense, noto per aver interpretato David Banner nella serie televisiva L'incredibile Hulk.
La carriera di Bixby è durata più di tre decenni, comprese le apparizioni sul palco, nei film e nelle serie televisive.

## Biografia
Di origini inglesi, era figlio unico.
Dopo il diploma di scuola superiore nel 1952, contro la volontà dei suoi genitori, si laureò in recitazione al City College di San Francisco.
Durante la guerra di Corea, il diciottenne Bixby si arruolò nel Corpo dei Marines degli Stati Uniti. Successivamente frequentò l'Università di Berkeley (California) e si trasferì a Los Angeles, dove svolse una serie di lavori occasionali fra cui il fattorino e il bagnino. Organizzò spettacoli in un resort a Jackson Hole (Wyoming), e nel 1959 fu assunto per lavorare come modello e per svolgere mansioni commerciali per la General Motors e la Chrysler.
Successivamente raggiunse Broadway, dove recitò nella commedia teatrale Under the Yum Yum Tree. Al 1961 risalgono le sue prime apparizioni televisive, mentre un anno dopo girò il film Solo sotto le stelle (1962), accanto a Kirk Douglas. Nel 1963 fu accanto a Jack Lemmon in Irma la dolce. Recitò accanto a Elvis Presley in  Miliardario... ma bagnino (1967) e in A tutto gas (1968), a cui partecipò anche Nancy Sinatra.
Tra il 1963 e il 1966 Bixby divenne famoso con la serie televisiva Il mio amico marziano. Tra il 1969 e il 1972 fu impegnato nella serie Una moglie per papà, sul cui set conobbe Brenda Benet, sua futura prima moglie. Durante gli anni settanta continuò a lavorare nel cinema e sul piccolo schermo, nel 1973 con la serie Il mago, e nel 1975 con il film La banda delle frittelle di mele di Norman Tokar. Ottenne una candidatura agli Emmy Award per il telefilm Le strade di San Francisco.
La sua carriera toccò l'apice con L'incredibile Hulk, nel ruolo del dottor David Bruce Banner, serie che lo impegnò dal 1978 al 1982, quando venne interrotta a causa dei costi eccessivi dei singoli episodi. Sul set fu affiancato dal celebre culturista italoamericano Lou Ferrigno, nella parte del mostruoso Hulk.
Si riavvicinò al personaggio di Banner/Hulk negli anni 1988, 1989 e 1990, quando realizzò come regista e produttore una trilogia di film per la televisione come conclusione del celebre telefilm.

## Vita privata
Dal matrimonio con Brenda Benet nel 1971, Bixby ebbe un figlio, Christopher, nato nel settembre 1974. La coppia divorziò nel 1980. Nel marzo del 1981, il figlio Christopher morì all'età di sei anni durante una vacanza sugli sci a Mammoth Lakes con la madre. Il bambino andò in arresto cardiaco 24 ore dopo un intervento di urgenza di tracheotomia a causa di un'epiglottite acuta. Brenda Benet si suicidò l'anno seguente.
Bixby si sposò altre due volte, prima con Laura Michaels, da cui divorziò nel 1992 dopo un anno di matrimonio, e con Judith Kliban. Anche questo matrimonio durò un anno soltanto.
Nel 1991 a Bixby venne diagnosticato un cancro alla prostata e fu sottoposto a cure. Ha concluso la sua carriera dirigendo 30 episodi (nelle stagioni 2 e 3) della serie tv Blossom - Le avventure di una teenager. Il 15 novembre 1993, Bixby era sul set di Blossom quando collassò durante la regia dell'episodio 4.17 ("Meat") e sarebbe morto sei giorni dopo, il 21 novembre 1993, di cancro alla prostata. Aveva 59 anni.
Nel 2008, in un filmato d'archivio, apparve all'inizio del film L'incredibile Hulk, quando il dottor Bruce Banner, nascosto in Brasile, guarda alcune immagini di una commedia in televisione.

## Filmografia parziale

### Cinema
- Irma la dolce (Irma la Douce), regia di Billy Wilder (1963)
- El Tigre (Ride Beyond Vengeance), regia di Bernard McEveety (1966)
- Il mondo è pieno... di papà (Doctor, You've Got to Be Kidding!), regia di Peter Tewksbury (1967)
- Miliardario... ma bagnino (Clambake), regia di Arthur H. Nadel (1967)
- A tutto gas (Speedway), regia di Norman Taurog (1968)
- La banda delle frittelle di mele (The Apple Dumpling Gang), regia di Norman Tokar (1975)
- Ridere per ridere (The Kentucky Fried Movie), regia di John Landis (1977)

### Televisione
- Scacco matto (Checkmate) – serie TV, episodio 2x11 (1961)
- Ben Casey – serie TV, episodio 1x07 (1961)
- The Lieutenant – serie TV, episodio 1x01 (1963)
- Ai confini della realtà (The Twilight Zone) – serie TV, episodio 4x02 (1963)
- Il mio amico marziano (My Favorite Martian) - serie TV, 107 episodi (1963-1966)
- Iron Horse – serie TV, episodio 1x23 (1967)
- The Danny Thomas Hour – serie TV, episodio 1x22 (1968)
- Operazione ladro (It Takes a Thief) – serie TV, episodio 1x11 (1968)
- Una moglie per papà (The Courtship of Eddie's Father) – serie TV, 73 episodi (1969-1972)
- Mistero in galleria (Night Gallery) – serie TV, episodi 2x18-3x01 (1972)
- Il mago (The Magician) – serie TV, 22 episodi (1973-1974)
- Le strade di San Francisco (The Streets of San Francisco) – serie TV, episodi 3x03-4x15 (1974-1976)
- Il meraviglioso mondo della magia (The Wonderful World of Magic) – TV show, 26 episodi (1975)
- L'incredibile Hulk (The Incredible Hulk) – Film TV, regia di Kenneth Johnson (1977)
- Il ritorno dell'incredibile Hulk (The Return of The Incredible Hulk) – Film TV, regia di Alan J. Levi (1977)
- Alla conquista dell'Oregon (The Oregon Trail) – serie TV, episodio 1x08 (1977)
- L'incredibile Hulk (The Incredible Hulk) – serie TV, 82 episodi (1978-1982)
- È troppo facile (Murder Is Easy), regia di Claude Whatham – film TV (1982)
- Herbie, the Love Bug – serie TV (1982)
- Signore e signori buonasera (Goodnight, Beantown) – serie TV, episodi 1x01-1x18 (1983-1984)
- La rivincita dell'incredibile Hulk (The Incredible Hulk Returns), regia di Nicholas Corea – film TV (1988)
- Processo all'incredibile Hulk (The Trial of the Incredible Hulk), regia di Bill Bixby – film TV (1989)
- La morte dell'incredibile Hulk (The Death of the Incredible Hulk), regia di Bill Bixby – film TV (1990)
- Blossom - Le avventure di una teenager (Blossom) – serie TV, episodio 4x08 (1993)
- L'incredibile Hulk (The Incredible Hulk) – diretto Louis Leterrier (2008) [filmato d'archivio dalla serie TV Una moglie per papà]

## Doppiatori italiani
Nelle versioni in italiano delle opere in cui ha recitato, Bill Bixby è stato doppiato da:
- Cesare Barbetti in Irma la dolce, Miliardario... ma bagnino, A tutto gas
- Rino Bolognesi in Love Boat, L'incredibile Hulk (2ª voce)
- Rodolfo Bianchi in La morte dell'incredibile Hulk, L'incredibile Hulk (1ª voce)
- Oliviero Dinelli in Il mio amico marziano (2ª voce)
- Tonino Accolla in La banda delle frittelle di mele
- Danilo Bruni in È troppo facile
- Marcello Tusco in L'incredibile Hulk (st. 1-3)
- Stefano Carraro in Processo all'incredibile Hulk
- Marco Balzarotti in L'incredibile Hulk (episodio pilota)